# Колыма (автодорога)
Федеральная автомобильная дорога Р504 «Колыма́» (прежний индекс — М56) — действующая автодорога федерального значения между Якутском (Нижним Бестяхом) и Магаданом протяжённостью 2032 км, из которых 1197 км проложено по территории Республики Саха (Якутия), 835 — по Магаданской области. Дорога имеет также историческое название — Колымская трасса, под которым она известна в литературе и СМИ (некоторые авторы употребляют синоним — Колымский тракт). Единственная из федеральных трасс России, на большей части которой нет асфальта.
В англоязычных источниках известна также как англ. Road of Bones («Дорога на костях»).

## Маршрут
В настоящее время «Колыма» является одной из ключевых автодорог Дальнего Востока России. Она соединяет Якутию и Магаданскую область, является единственным автодорожным стержнем восточной части Республики Саха (Якутия), западной и центральной частей Магаданской области, обеспечивает выход на побережье Тихого океана.

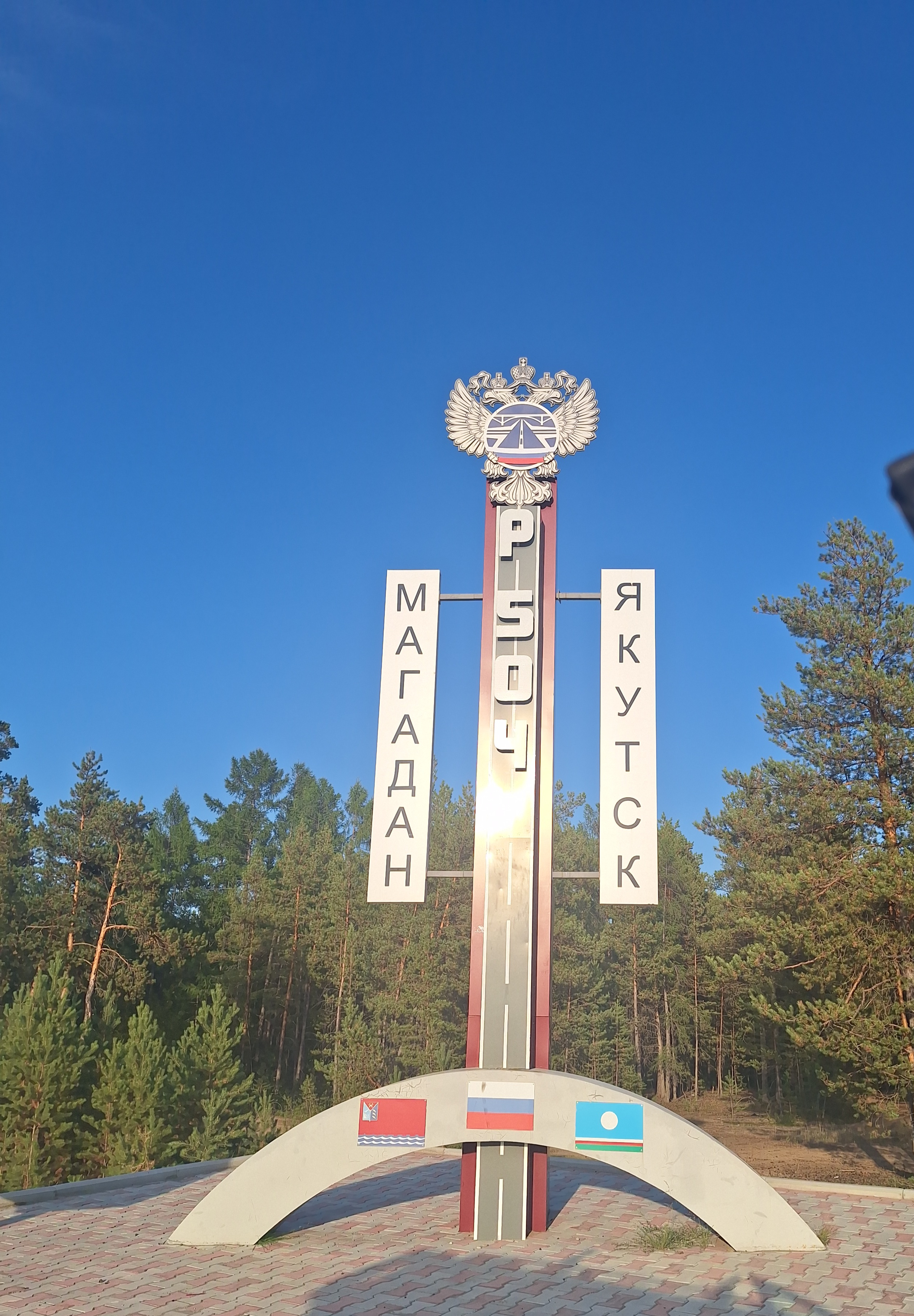
Стела при выезде из Нижнего Бестяха.

Дорога начинается в посёлке Нижний Бестях, где примыкает к автодороге федерального значения А360 «Лена», в настоящее время проходит через населённые пункты Тюнгюлю, Чурапча, Ытык-Кюёль, Хандыга, Кюбеме, Усть-Нера, Артык, Кадыкчан, Холодный, Сусуман (Большевик), Ягодное, Дебин, Оротукан, Мякит, Атка, Палатка и заканчивается в Магадане.
У посёлка Кюбеме есть отворот на старую дорогу: Кюбеме — Томтор — Куранах-Сала — Кадыкчан («Южная», «Оймяконская» дорога); является историческим Колымским трактом, построенным значительно раньше действующей дороги, в настоящее время является тупиковой (до Томтора и Оймякона); после аварийного моста через Индигирку частично размытая и заросшая доходит до заброшенного Куранах-Сала.

Участок трассы на территории Магаданской области называется Тенькинская дорога («Северная») (Магадан — Палатка — Усть-Омчуг — Омчак — Большевик (Сусуман)).

## История

### Строительство

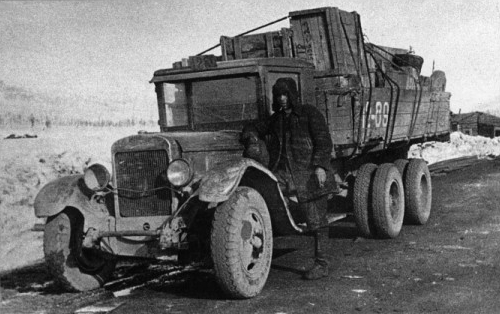
Дорога в 1938 году

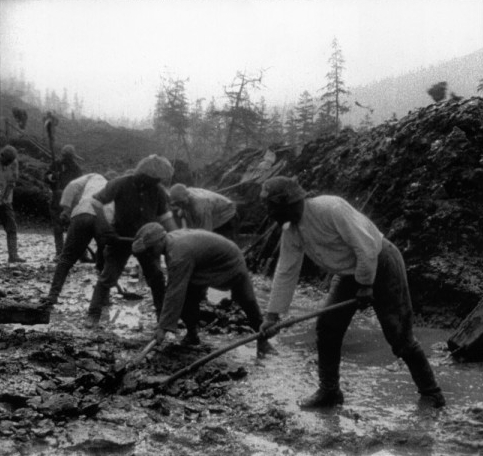
Фото 1930-х годов. Сооружение моста через реку Колыма рабочими Дальстроя

В связи с развитием горнодобывающей промышленности в 1920-х годах, в Якутии и на Колыме Советское государство начало создавать сеть местных дорог. В ноябре 1931 года был создан «Дальстрой» — «Государственный трест по промышленному и дорожному строительству в районе Верхней Колымы», одной из задач которого стала постройка автодороги от Магадана до Усть-Неры и ответвления на Якутск с использованием труда заключённых Севвостлага. Летом 1932 года заключёнными и вольнонаёмными специалистами были введены в эксплуатацию первые 30 км дороги и 90 км зимника. Остальные 1042 км до Усть-Неры строились до 1953 года.
В конце 1941 года началась работа над «Хандыгской трассой», ведущей к Якутску через посёлок Хандыга.
Считается, что многие из заключённых, строивших дорогу, похоронены рядом с дорогой или непосредственно под ней[страница не указана 1587 дней].

### Реконструкция

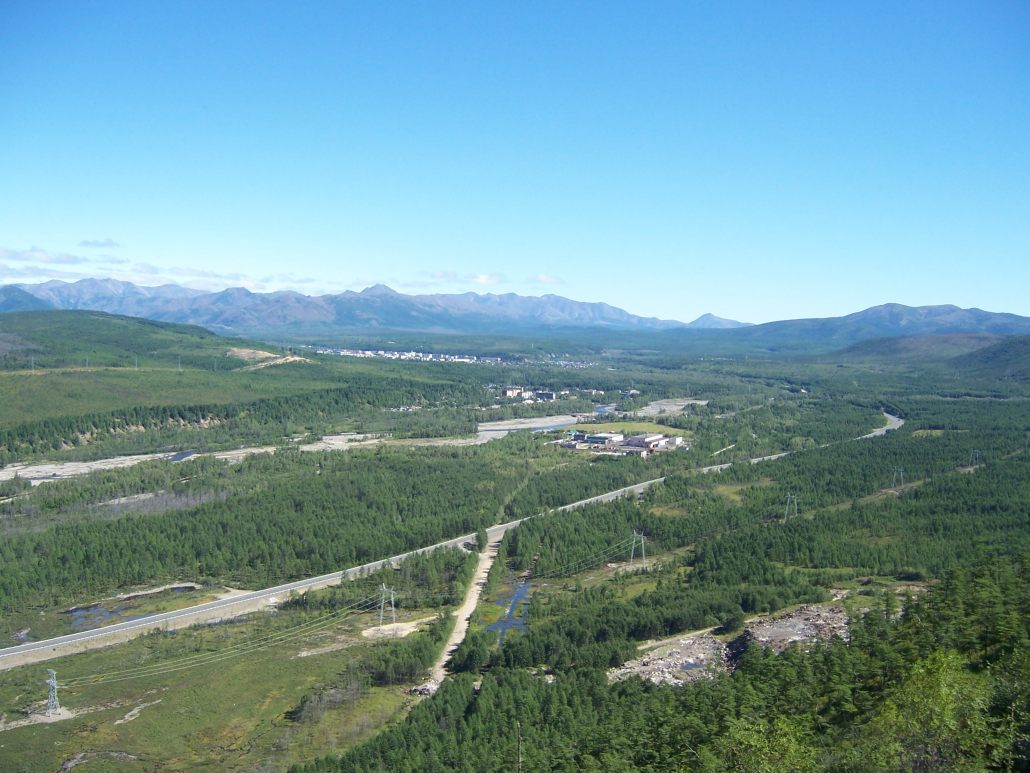
Колымская трасса. Вид с сопки (долина Хасына)

11 июля 2003 года автомагистраль «Колыма» стала на 13 км длиннее. Её продлили до здания почтамта в центре Якутска.
24 октября 2008 года было открыто движение по автомобильному мосту, построенному через реку Эльги в районе переправы «Славка» в Оймяконском улусе. Благодаря этому участок Колымской трассы между Хандыгой и Магаданом стал открыт для круглогодичного проезда.
В 2012 году начато строительство продолжения трассы «Колыма» до самого восточного города России Анадыря — участок Колыма — Омсукчан — Омолон — Анадырь. Кроме того, от трассы «Колыма» ежегодно сооружаются зимники на полуостров Камчатка.

## Состояние дороги

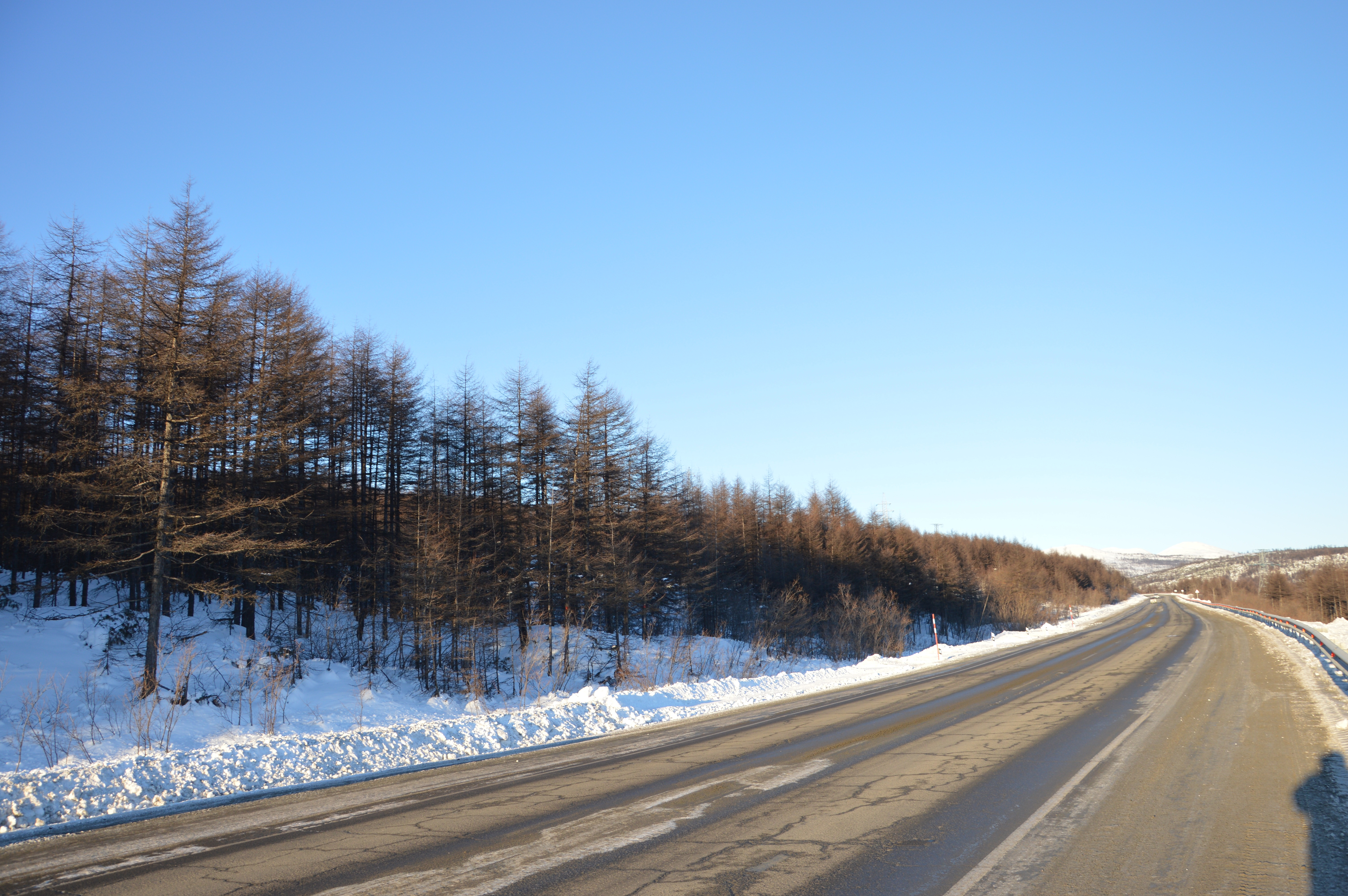
Дорога вблизи Магадана

По состоянию на 2022 год трасса заасфальтирована: со стороны Нижнего Бестяха — до села Чурапча (157 км покрытия из 1197 км дороги на территории Якутии). К 2025 году планируется отремонтировать дорогу до села Ытык-Кюёль (станет 234 км покрытия), затем — до Хандыги (станет 386 км покрытия). Кроме того, в планах строительство Алданского моста, после постройки которого дорога от Якутска до Магадана станет круглогодичной.
Со стороны Магадана автодорога заасфальтирована у посёлка Яблоневый (между Палаткой и Яблоневым также есть несколько небольших грунтовых разрывов), что составляет около 138 км покрытия из 835 км дороги на территории Магаданской области. Также есть несколько небольших асфальтированных участков в районе поворота на Омсукчан. На остальной части дороги — грунтово-щебёночное полотно.
Итого к 2022 году автодорога заасфальтирована приблизительно на 295 км из 2032 км общей протяжённости. Что составляет 14,5 % от общей длины дороги.

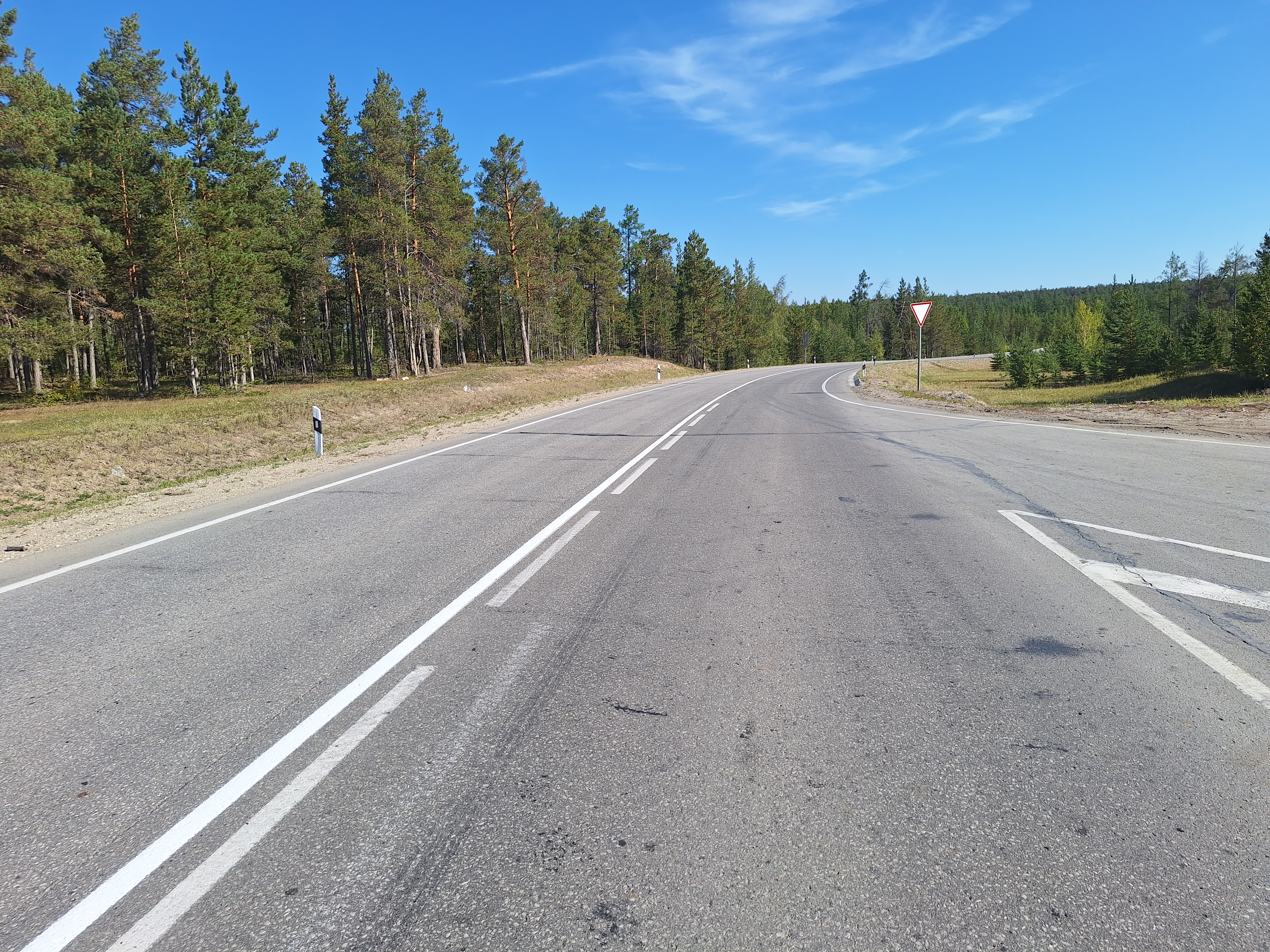
Состояние дороги в Мегино-Кангаласском улусе в августе 2024 года.

Круглогодичный проезд возможен практически по всей длине автодороги. Однако до тех пор, пока отсутствует очень важное звено — мост через Алдан в районе Хандыги, в периоды межсезонья сквозное движение по дороге невозможно. В 2021 году проект моста находится на стадии подтверждения инвестиционной привлекательности.
5 сентября 2023 года президент России В. В. Путин в режиме видеоконференции провёл совещание по вопросам реализации программы развития дальневосточных городов — Анадыря, Магадана и Якутска, в ходе которого распорядился начать строительство автодорожного моста для круглогодичной переправы через реку Алдан на трассе «Колыма», а также начать строительство Ленского моста для соединения автодороги Колыма с  федеральной автодорогой «Вилюй».

## «Колымская трасса» в художественных произведениях
- Владимир Высоцкий — «Мой друг уехал в Магадан»
- Антон Кротов «Вперёд, к Магадану!», (1996)
- Лебедев, Юрий Анатольевич — авторская песня «Колымская трасса» (2010)
- Песня «Колымская трасса» (Стихи О. Волина, музыка Б. Тихонова)
- Михаил Круг[12] «Магадан»[13]
- Вася Обломов — Магадан
- Николай Зимин — повесть «Трасса, Колымская трасса» (2006)
- Варлам Шаламов — «Галстук» (из цикла «Колымские рассказы»)
- Х/ф «Приговорённый», Мосфильм, 1989 г. (режиссёр А. С. Кордон)
- «Трасса» — стихотворение Сергея Сегаля, колымского барда.

## Карты
- Федеральная автомобильная дорога «Колыма». Топографическая карта масштаба 1:200 000.
- Автомобильные дороги. Магаданская область. Туристская схема — Магаданская областная типография, Госгеодезия СССР, 1991.
- Карта-схема трассы на сервисе RuDorogi.ru.